# Agrypon satoi
Agrypon satoi är en stekelart som beskrevs av Tohru Uchida 1958. Agrypon satoi ingår i släktet Agrypon och familjen brokparasitsteklar. Inga underarter finns listade i Catalogue of Life.